# 夏天協奏曲
《夏天協奏曲》是一部由黃朝亮執導的台灣電影，並由張睿家、林逸欣和林美秀等人主演。本片在台灣於2009年11月27日上映。下片後於2010年4月23日起於台灣各影視出租店開始出租，並於2010年5月18日起於台灣各通路開始販售。

## 海外播出
| 播映日期      | 所在地 | 播出平台         | 播出时间         | 备注       |
| ------------- | ------ | ---------------- | ---------------- | ---------- |
| 2015年8月11日 | 日本   | Asia Dramatic TV | 星期一, 二 18:00 | 夏の協奏曲 |

## 劇情大綱
夏天是夏日精靈回到金門的季節，阿寬在網路上看到全國鋼琴大賽第一名的陳文青。
透過在酒廠上班的阿輝伯，阿寬偶然見到了來金門度假的小青，彼此產生了初戀的情愫。
小青喜歡用手機紀錄拍照，在金門期間，和阿寬、沙蟲三人玩在一起，
一起去坑道探險，一起在鄉間道路上騎腳踏車奔馳。
小青每天練琴的時候，阿寬就在屋外聆聽，那是他每天最幸福的時刻。
阿寬生活清苦，自覺無法配上小青，他刻意的逃避，最後終於讓小青勇敢去愛的純真給融化了。
小青跟阿寬過完最美好的暑假，回去之前，小青承諾她會天天給阿寬E-mail，
也承諾明年夏天，她一定會回到他身邊。
隔年夏天，小青按照約定回來了！但是阿寬卻對小青開始有著不同的感覺……。
一個夏天的真愛，是否勝過一輩子的等待？

## 主要演員介紹
| 演員   | 角色                | 背景 |
| ------ | ------------------- | --- |
| 張睿家 | 林明寬（阿寬）      | 男主角。金門人，就讀金門高中，沙蟲的好哥兒們，會幫助別人。                                                                 |
| 林逸欣 | 陳文青（小青）      | 女主角。台灣台北市人，就讀北一女中，溫柔婉約的鋼琴美少女。患有紅斑性狼瘡，回到台北後不久病逝。                             |
| 林逸欣 | 陳文靜（小靜）      | 小青的雙胞胎妹妹，個性相較於小青較顯活潑直率。代替病弱的小青，每天發E-mail給阿寬。                                         |
| 李嘉文 | 黃志崇（沙蟲）      | 阿寬的死黨。就讀金門高中，說話幽默風趣。                                                                                   |
| 林美秀 | 沙蟲媽              | 沙蟲的媽媽。於金門水頭村開設民宿兼販售冰棒，把阿寬當自己的親生兒子一樣在照顧。                                             |
| 康丁   | 阿輝伯              | 金門酒廠的製酒師傅。生活上相當照顧阿寬，妻子去世後仍不分晴雨到墓前獻花，被阿寬稱為「金門第一癡情男」。                     |
| 李柔靜 | 阿寬媽              | 阿寬的媽媽。因阿寬的生父回台灣後就一去不返，因此受嚴重打擊，精神異常。                                                     |
| 黎明玲 | 小青/小靜姑姑       | 照顧小青 小靜在金門的生活。                                                                                                |
| 王盛弘 | 小青/小靜父親       | 擔心小青在金門的狀況，因而到金門去把小青接回台灣。                                                                         |
| 陳書賢 | 電珠（不良少年1）   | 金門當地不良少年中的首領人物。性格兇暴，抓住小青逼使阿寬去踩地雷。                                                         |
| 袁增嘉 | 海膽（不良少年2）   | 電珠的手下。傻憨的外貌，常常搶先撂狠話，因此常被電珠吼罵「死海膽，我說了才算」並加以修理。（現實本人目前為金門高中學生。） |
| 許昱偉 | 大目仔（不良少年3） | 電珠的手下。 |
| 林怡君 | 李靜（不良少女1）   | 電珠的女友。。 |
| 薛郁琪 | 小眼（不良少女2）   | 與電珠等人玩在一起的少女。                                                                                                 |
| 張惠美 | 麵店老闆娘          | 阻止到麵店裡胡鬧的阿寬母親，卻被阿寬的母親咬了一口，急忙叫小玲打電話叫阿寬把人帶回。                                       |
| 楊珮君 | 小玲                | 麵店店員，因為阿寬的母親至麵店大鬧，急忙打電話給阿寬讓他把人帶回去。                                                       |
| 柯佳雯 | 護士                | 阿輝伯重感冒住院時，負責照顧的護士。                                                                                       |

## 拍攝契機
導演黃朝亮於製作八大電視台《大冒險家》外景節目時，因偶然接觸到金門棲息的鱟及栗喉蜂虎這兩種皆具有一公一母成雙成對習性的特有生物，故使其開始有把這樣的浪漫的習性幻化成愛情故事的構想。

## 相關資訊
本片全程在金門取景拍攝，劇情中結合了金門的特殊生物、文化產業及傳統聚落等外島的夏天美景。同時本片也受前金門縣長李炷烽推崇肯定，並親身代言行銷金門。原預定於2009年8月8日-9日於金門社福館演藝廳當地公開播映，但遇到莫拉克颱風侵台，致使影片未能如期運抵金門，延期播映。

## 經典台詞
|  | 犧牲一切去愛一個人 是很幸福的…… |

|  | 一個夏天的真愛 是否勝過一輩子的等待？ |

|  | 如果有一天 你喜歡的人離開你 你還會想着他嗎？ |

|  | 只要我飛的動 我就會再飛回來 |

## 劇情特有戰地風情
由於金門一地曾發生過八二三砲戰為主的大小戰役，在早期為中華民國與中共的對峙前線，因此形成了特有戰地景點觀光文化，片中也受其影響呈現出許多戰地風情。例如，小青與阿寬在海邊對話時，台詞中出現金門當地特有的「反兩棲登陸椿」及「地雷」等軍武工事比喻、及小青不離身的項鍊，中心部為彈殼所製等等。包括劇中坑道裡沙蟲跟阿寬耍寶的《金門高中校歌》，亦充滿濃厚的軍教意味。

## 劇中出現的金門動物

### 栗喉蜂虎
擁有色彩鮮豔的羽毛，金門當地稱為「夏日精靈」的候鳥。每當夏季時飛渡至金門避寒。栗喉蜂虎的天性為一公一母的一起行動，每當飛至金門，也提示著高梁成熟的日子接近。

### 鱟
亦為一公一母行動的天性，公的會附在母的甲殼上行動。金門當地漁民都知道，抓鱟一定要抓雙不抓單，因為不論抓走公的還是母的，另外一隻會因為找不到伴侶而死去，故在金門有「夫妻魚」的美喻。

### 沙蟲
在金門沙岸中棲息的一種生物。為當地作為菜餚的食材之一。

## 陳文青與陳文靜的比照
| 陳文青                                           | 陳文靜                                                                                                   |
| 個性較為柔弱溫和                                 | 文靜則會直接表達心中感受。（在毋忘小青的石碑前耍脾氣）                                                   |
| 性格似乎太柔弱了些，比如在父親面前掉淚           | 文靜則沒有，會在父親面前撒嬌                                                                             |
| 文青喜歡蕭邦，彈奏蕭邦的曲調                     | 文靜則喜歡貝多芬，彈奏貝多芬的曲調，並加上小提琴的演奏。（也因此讓阿寬對小青一百八十度的轉變而陷入迷惑） |
| 文青喜歡紅豆牛奶冰棒                             | 文靜則喜歡內含土豆顆粒的花生冰棒                                                                         |
| 文青喜欢用手机拍照                               | 文静喜欢用攝影機錄影                                                                                     |
| 文青喜欢百合                                     | 文静喜欢玫瑰                                                                                             |
| 文青喜歡在陽光下，害怕暗不見光的坑道             | 文靜則不排斥                                                                                             |
| 文青外出时时会有戴帽子                           | 文静从来没戴帽子                                                                                         |
| 文青以襯衫短裙出遊                               | 文靜則較常搭配襯衫短褲                                                                                   |
| 文青總是放下飄逸的長髮                           | 文靜則無時無刻綁著馬尾                                                                                   |
| 文青弹钢琴的时候，会让阿宽趴在墙头上看           | 文静弹钢琴的时候，不让阿宽露出头来                                                                       |
| 文青無論沙蟲怎麼邀約乘坐機車，也總是黏著阿寬     | 文靜則不排斥搭沙蟲的便車                                                                                 |
| 文青在彈奏主題曲《我知道》時的曲調，旋律較為抒情 | 文靜在彈奏主題曲《我知道》時的曲調，旋律較為輕快；之後再用小提琴演奏                                     |
| 文青出遊時背上肩膀斜挎包                         | 文靜出遊時背上黃色背包                                                                                   |

## 主題曲

### 《我知道》
- 演唱：閻韋伶
- 詞曲：閻韋伶

栗色候鳥  怎飛不過海洋
雨濕的窗  依稀有你的影像
再多給我力量  足夠留你在身旁 
黑色的陽光  燒盡了你曾說的話

我知道  我知道  你會跟著夏天回來吧
我知道  我知道  你不會就這樣丟下我吧 
我知道  我全都知道  你永遠是最愛我的吧 
不要讓  讓我在夜裡擔心害怕 

輕輕的唱  希望你能聽見啊
黑色的陽光  請烙印你曾說的話

我知道  我知道  你會用盡全力回來吧 
我知道  我知道  你不會就這樣丟下我吧 
我知道  我全都知道  你永遠是最愛我的吧 
不要讓  讓我在夜裡擔心害怕 

我知道  我全都知道  你會用盡全力回來吧 
我知道  我全都知道  你不會就這樣丟下我吧 
我全都知道  你永遠是最愛我的吧 
不要讓  讓我在夜裡擔心害怕 
不要讓  讓我日出之前濕紅眼眶

### 《習慣》
- 演唱：林逸欣
- 詞曲：林逸欣

總是會想起  我們第一次的相遇
你的微笑那麼甜  我們陌生的不敢靠近
但是我沒想過有一天會是你  陪我分享我的心情
帶我飛  我的世界因為你而放晴

是你包容我倔強的任性  擁抱我流下來的眼淚
是你帶我飛向每個角落  讓我看見  天空多遼闊
我習慣了你的肩膀  是我最溫暖的依靠
習慣了你給我的翅膀  在你的世界  自由飛翔
我習慣了你的腳步  跟你用同樣的速度
習慣了你給我的名字  能不能就這樣當你的天使一輩子

是你包容我倔強的任性  擁抱我流下來的眼淚
是你帶我飛向每個角落  讓我看見  天空多遼闊

我習慣了你的肩膀  是我最溫暖的依靠
習慣了你給我的翅膀  在你的世界  自由飛翔
我習慣了你的腳步  跟你用同樣的速度
習慣了你給我的名字  能不能就這樣當你的天使一輩子

我習慣了你的肩膀  是我最溫暖的依靠
習慣了你給我的翅膀  在你的世界  自由飛翔
我習慣了你的腳步  跟你用同樣的速度
習慣了你給我的名字  能不能就這樣當你的天使一輩子
能不能就這樣  讓我習慣一輩子

### 《夏天協奏曲》
- 演唱：林逸欣
- 詞曲：林逸欣

木蘭號 aka 陳韋伶
再看一次  微微傾斜的天空
想像著  未來有多遠
再聽一次  那段熟悉的旋律 
要怎麼擁抱這瞬間

是你讓我變勇敢  不顧一切去愛 
是你讓我懂得孤單  因為曾有你陪伴

雨停了  我記得  那道彩虹 
擁抱著  海面上陽光的笑容 
我記得  那一年  最美麗的那個夏天
等待著  候鳥輕輕唱著  下個  晴天

再看一次  微微傾斜的天空
想像著  未來有多遠
再聽一次  那段熟悉的旋律 
要怎麼擁抱這瞬間

是你讓我變勇敢  不顧一切去愛 
是你讓我懂得孤單  因為曾有你陪伴

雨停了  我記得  那道彩虹 
擁抱著  海面上陽光的笑容 
我記得  那一年  最美麗的那個夏天
等待著  候鳥輕輕唱著  下個  晴天

雨停了  我記得  那道彩虹 
擁抱著  海面上陽光的笑容 
我記得  那一年  最美麗的那個夏天
等待著  候鳥輕輕唱著  下個  晴天

## 相關影響事件
西元2010年6月《夏天協奏曲》受海峽兩岸論壇的邀約，至大陸作巡迴展映後大受好評，因此契機促成兩岸（台灣獨角先傳播及大陸海峽世紀傳播）攜手將電影改編為30集的電視偶像劇的合作計劃。電視劇主要拍攝地仍以金門為主、場景並增加了台北、廈門、福州等地，將呈現兩岸四地的地方文化特色。電視劇《戀夏38℃》於西元2011年9月開始拍攝，並於2012年10月31日播映。

## 《夏天協奏曲》DVD 收錄內容
- 發行：金牌大風
- 出品：獨角先傳播有公司

### 影片播放
電影全片播放。

### 片段選擇
可選擇片段開始播放，總共八個分段。

### 聲音字幕選擇
聲音有「LPCM」、「杜比5.1」兩種選項；字幕有「中文」、「英文」、「隱藏」等三種選項。

### 特別收錄
共有三個選項，「幕後訪談」主要為全劇的拍攝花絮及對戲中張睿家、林逸欣、李嘉文三位年輕要角的幕後訪問。另有庹宗康、方炯鑌、瀨上剛、康丁、黃舒駿等藝人的推薦言短片。其它則為「電影預告」及閻韋伶 我知道MV」的選項。

## 外部連結
- 《夏天協奏曲》官方部落格
- 夏天協奏曲的Facebook專頁
- Yahoo奇摩電影上《夏天協奏曲》的資料（繁體中文）
- MSN娛樂上《夏天協奏曲》的資料（繁體中文）

- 開眼電影網上《夏天協奏曲》的資料（繁體中文）
- 豆瓣电影上《夏天協奏曲》的資料 （简体中文）
- 时光网上《夏天協奏曲》的資料（简体中文）
- AllMovie上《夏天協奏曲》的资料（英文）
- 香港影庫上《夏天協奏曲》的資料（繁體中文）
- 互联网电影数据库（IMDb）上《夏天協奏曲》的资料（英文）